# Hawaiibuizerd
De Hawaiibuizerd (Buteo solitarius) is een roofvogel uit de familie van de Accipitridae.

## Verspreiding en leefgebied
Deze soort is endemisch op het grootste eiland Hawaii van de staat Hawaii.

## Status
De grootte van de populatie is in 1997 geschat op 1100 volwassen vogels. Op de Rode lijst van de IUCN heeft deze soort de status gevoelig.